# Cohors I Lemavorum civium romanorum
La Cohors I Lemavorum civium romanorum es una unidad auxiliar del ejército imperial romano del tipo cohors quinquagenaria peditata.

## Historia
La cohorte fue reclutada bajo Vespasiano o Domiciano de entre los Lemavi, un pueblo galaico del conventus lucensis en la provincia de Gallaecia.
Fue enviada inmediatamente a la Mauretania Tingitana, donde está documentada en diplomas militares de los años 88, 109, 114-117, 122, 129-132, 131, 133-134, 156-157, 151-160, 161, y 180-190, y fue acuartelada en Sala (Marruecos).
La unidad ganó los epítetos civium romanorum en fecha temprana y debió combatir contra los mauri bajo Antonino Pío y Marco Aurelio hasta su posible destrucción en época de Cómodo.